# 赤花籽
赤花籽，是湖北宜昌本地风味小吃之一，宜昌方言称其为“瓷娃子”，和凉虾一样，常作为消暑饮品饮用。
赤花籽的制作方法是用当地一种叫“赤花籽”的果籽（真正的名字叫“薜荔”）滤出汁液加入少量水中，搅匀后加入小量石灰澄清，取上层清夜冷冻，成果冻状时就完成。可加入红糖水中拌匀食用。街头看到的赤花籽多为红色实际因为红糖水，赤花籽制成胶状时是无色物体。

## 制作方法
1. 先准备好2升的热水，放在一边晾凉
2. 把大约50g的赤花籽包在干净的纱布里，扎紧口，待水变温后变放入水中慢慢的揉搓，此时变会有像胶水般粘稠的液体从中渗出
3. 一直揉搓，直到没有更多的黏液渗出为止，然后把混有赤花籽浆的水搅匀
4. 把适量的石灰放入小碗内，加入适量的水然后放置澄清，取上面的澄清液到入混有赤花浆的碗中，然后搅拌均匀。待变凉后放入冰箱即可，等待一会儿就可以看到像果冻一般的赤花籽了
5. 吃前可用红糖或白糖根据个人口味制成糖水，然后根据个人喜好加入其中即可[1]

## 都市文化
在湖北宜昌，赤花籽和凉虾是街边随处可见的平民小吃，由路边小贩经营，多为家庭自制。夏天一到，人们走热了累了，来上一碗冰赤花籽，着实痛快。
赤花籽和凉虾深入宜昌人的草根文化，宜昌方言歌曲《凉虾FEAT赤花子&酸梅汤》便是以赤花籽和凉虾等夏季消暑小吃为题材的宜昌方言歌曲。